# Tenneco
Tenneco, Inc. (dříve Tenneco Automotive a původně Tennessee Gas Transmission Company) je podnikem automobilového průmyslu. Produkuje především tlumiče, výfukové systémy (filtry pevných částic, katalyzátory) a elastomery pro automobily všeho druhu. Vyrábí součástky jak originální, tak pro automobilové výrobce i aftermarket.
Sídlo nadnárodního koncernu sídlí v Lake Forest v Illinois poblíž Chicaga, evropská centrála je v Bruselu. Tenneco zahrnuje přes devadesát jednotlivých továren v dvaceti šesti zemích světa v Severní Americe, Evropě, Austrálii a Asii. Největší provoz v Evropě je v belgickém Sint-Truidenu, v Česku vyrábí v Hodkovicích nad Mohelkou.
Obrat koncernu v roce 2015 dosahoval 8,2 miliardy amerických dolarů. Od roku 1999 jsou akcie Tenneco obchodovány na New York Stock Exchange.

## Značky
Tenneco vlastní a vyrábí součástky pod těmito značkami:
- Monroe
- Walker
- Rancho
- DynoMax
- Clevite Elastomers
- Gillet
- Fonos
- Fric-Rot
- Kinetic
- Thrush
- DNX
- Marzocchi
- Axios
- Lukey
- Ferodo